# Friedrich Rückert
Friedrich Rückert (pseudônimo: Freimund Reimar) (16 de maio de 1788 - 31 de janeiro de 1866) foi poeta e escritor alemão.
Foi professor de Paul de Lagarde.